# Bruch der Ampelkoalition in Deutschland 2024
Der Bruch der Ampelkoalition, bestehend aus der Sozialdemokratischen Partei Deutschlands, Bündnis 90/Die Grünen und der Freien Demokratischen Partei, in Deutschland (nach den Parteifarben der Koalitionäre auch „Ampel-Aus“) erfolgte, als Bundeskanzler Olaf Scholz (SPD) am 6. November 2024 Bundespräsident Frank-Walter Steinmeier bat, seinen Finanzminister Christian Lindner (FDP) zu entlassen. Die FDP verließ daraufhin mit ihren verbliebenen Ministern die Regierung, während der Verkehrsminister Volker Wissing aus der Partei austrat und als Parteiloser im Amt verblieb.
Das Kabinett Scholz agierte danach als Minderheitsregierung aus Ministern der SPD, der Grünen und Wissing. Scholz stellte wie am 6. November angekündigt am 16. Dezember die Vertrauensfrage im Bundestag und verlor diese wie beabsichtigt, woraufhin Bundespräsident Frank-Walter Steinmeier am 27. Dezember 2024 den 20. Deutschen Bundestag auflöste, um eine aus dem Herbst 2025 vorgezogene Bundestagswahl am 23. Februar 2025 zu ermöglichen.

## Hintergrund

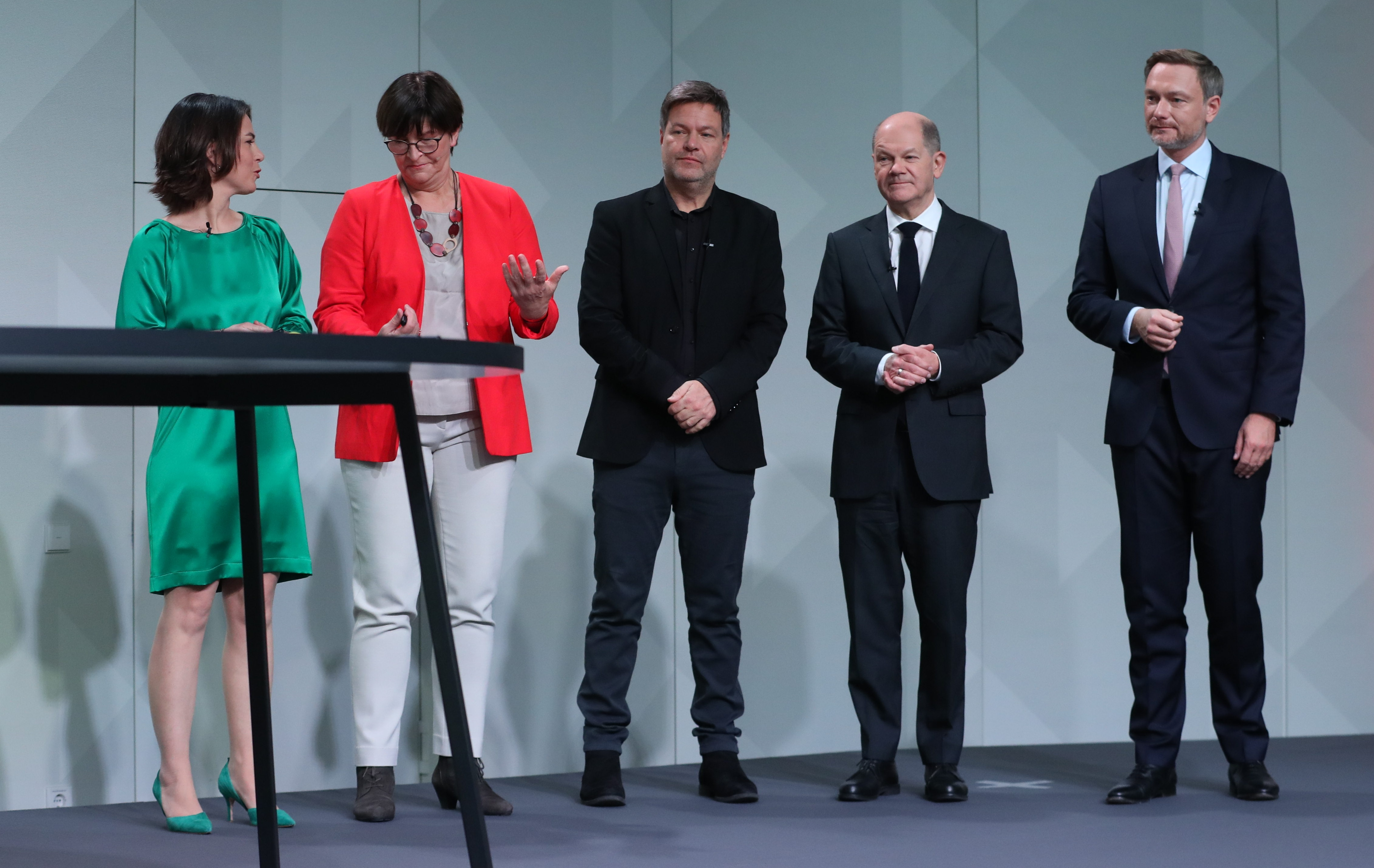
Vertreter der Ampelkoalition
bei der Unterzeichnung des Koalitionsvertrages im Dezember 2021

Nach der Bundestagswahl im September 2021 wurde die Ampelkoalition aus SPD, Grünen und FDP unter Bundeskanzler Olaf Scholz im Dezember desselben Jahres gebildet. Sachthemen wie die anhaltenden Folgen der Corona-Pandemie, der Ukrainekrieg, die Energiewende, die Energiekrise und die Inflation führten innerhalb der Regierung zu finanz- und wirtschaftspolitischen Konflikten, die die Zusammenarbeit zunehmend belasteten. SPD und Grüne drängten auf neue Schulden für Investitionen, vornehmlich in soziale und ökologische Projekte, während die FDP die Einhaltung der Schuldenbremse, steuerliche Entlastungen und Bürokratieabbau forderte. Ein Urteil des Bundesverfassungsgerichts von Mitte November 2023, das die geplante Umwidmung von Geldern aus dem Klima- und Transformationsfonds als verfassungswidrig erklärte, reduzierte den finanziellen Spielraum der Regierung und verschärfte die Konflikte.
Trotz der anhaltenden internen Spannungen setzte die Ampelkoalition mehrere legislative Initiativen um, darunter das Gesetz zur Einführung eines verbesserten öffentlichen Nahverkehrsangebots sowie Regelungen zur Erhöhung des Mindestlohns. Die FDP lehnte eine signifikante Anhebung des Mindestlohns ab, da Deutschland sich auf einen vorsichtigen Weg zum wirtschaftlichen Wachstum begeben habe, der nicht durch politische Eingriffe gefährdet werden sollte. Ein Streitpunkt war die Finanzierung des Bürgergeldes, wobei die FDP Einsparungen vorschlug, während die SPD das Ausspielen von Bedürftigen und Niedriglohnempfängern ablehnte, was die sozialen Implikationen der jeweiligen Positionen in den Vordergrund stellte und zu Debatten über die Verteilungsgerechtigkeit führte. Die Transformation hin zu einer nachhaltigen Energieversorgung, einschließlich der Umstellung von Heizsystemen auf erneuerbare Energiequellen war eine ungelöste Problematik. Auch die kontrovers diskutierte Reform des Einwanderungsrechts und ihre potenziellen sozialen Implikationen führten zu weiteren Spannungen innerhalb der Koalition.
Eine Zuspitzung des Streits erlebte die Koalition, als der Bundeskanzler im Oktober 2022 mit dem Verweis auf seine Richtlinienkompetenz nach Art. 65 Satz 1 des Grundgesetzes die endgültige Abschaltung der drei verbliebenen Atomkraftwerke auf den 15. April 2023 festlegte. Eine Einigung in der Koalition war zuvor gescheitert, da die Grünen am Ausstieg zum Jahresende 2022 festhalten und die FDP eine Verlängerung des Betriebes bis über den Winter 2023/24 wollten.
Innerhalb der FDP gab es bereits seit längerem Stimmen, die Partei solle die Ampelkoalition verlassen. Um den Jahreswechsel 2023/24 befürwortete in einer Mitgliederbefragung dennoch die Mehrheit der Teilnehmer den Verbleib in der Regierung. In der FDP kursierten Befürchtungen, dass Scholz und Habeck die FDP nur noch für die Verabschiedung des Bundeshaushaltsplans für das letzte Regierungsjahr brauchen würden und dann im letzten Jahr ohne den „Störenfried“ FDP weiterregieren wollten.
Aufgrund der den Haushalt betreffenden Differenzen wurde in der Presse bereits im August 2024 gemutmaßt, dass die Koalition „am Ende“ sei. Alle drei Ampel-Parteien erlitten zudem bei den drei Landtagswahlen im September 2024 in Sachsen, Thüringen und Brandenburg herbe Verluste; repräsentative Umfragen attestierten der Ampelregierung rekordtiefe Zustimmungswerte.

## Koalitionsbruch

### Chronologie
Wegen der anhaltenden Wachstumsschwäche der deutschen Wirtschaft hatte die Ampel-Regierung eine sogenannte Wachstumsinitiative beschlossen. Es wurde jedoch schnell allen klar, dass diese nicht ausreichend war. „Es ist mehr erforderlich“, räumte Wirtschaftsminister Robert Habeck (Grüne) ein.
Am 23. Oktober veröffentlichte Habeck ein Konzept mit dem Titel Update für die Wirtschaft – Impuls für eine Modernisierungsagenda, in dem er erneut eine Aussetzung der Schuldenbremse forderte und einen mehrere Hundert Milliarden Euro schweren „Deutschland-Fonds“ um Unternehmen zu subventionieren. Das Papier war mit den Koalitionspartnern SPD und FDP nicht abgestimmt.
Ende Oktober 2024 berief Bundeskanzler Scholz einen „Industriegipfel“ ein, zu dem Habeck und Lindner nicht eingeladen waren. Parallel veranstaltete Lindner einen eigenen „Mittelstandsgipfel“ mit jenen Wirtschaftsverbänden, die vom Kanzler nicht eingeladen worden waren. Dies wurde in der SPD als „Kriegserklärung“ aufgefasst.

### Veröffentlichung des FDP-Konzeptpapiers
Am 1. November berichtete erstmals Der Stern über das 18-seitige FDP-Konzeptpapier mit dem Titel Wirtschaftswende Deutschland – Konzept für Wachstum und Generationengerechtigkeit. Das Grundsatzpapier zur „Wirtschaftswende Deutschland“ forderte eine grundlegende Revision politischer Leitentscheidungen, um „Schaden vom Standort Deutschland abzuwenden“. Es enthielt überwiegend traditionelle FDP-Forderungen, die allerdings den Vorstellungen der anderen Ampelkoalitionspartner SPD und Grüne widersprachen. Das Grundsatzpapier wurde in den Medien verbreitet auch als „Scheidungspapier“ bezeichnet. Es forderte eine Entlastung der Unternehmen durch Abschaffung des Solidaritätszuschlags und Senkung der Körperschaftssteuer. Weiterhin wurde eine Abkehr von der Wirtschafts- und Klimapolitik des Ministers Habeck gefordert:

„Es hilft dem Klimaschutz nicht, wenn Deutschland als vermeintlicher globaler Vorreiter möglichst schnell und folglich mit vermeidbaren wirtschaftlichen Schäden und politischen Verwerfungen versucht, seine Volkswirtschaft klimaneutral aufzustellen.“

 Richtig sei vielmehr die Rolle „eines Vorbilds anzustreben, das eine wachsende Volkswirtschaft mit der Reduktion der CO₂-Emissionen verbindet und durch strategisches Agieren“ zu einer weltweiten Emissionsreduktion beiträgt. Es forderte auch eine Deregulierung; das hätte vor allem viele SPD-Gesetzesvorhaben betroffen. Die Grünen-Fraktionschefin Katharina Dröge kommentierte: „Die FDP verabschiedet ja jeden Monat ein Positionspapier. Kann sie machen, aber die Koalition kann sich damit nicht immer beschäftigen“. Obwohl die Veröffentlichung vor dem von der FDP geplanten Datum stattfand, soll die Wirkung genau die gewesen sein, die sich die FDP erhofft habe: „maximale Provokation für SPD und Grüne“.
Nachdem am Sonntag, den 3. November, die Gerüchte über den bevorstehenden Koalitionsbruch der FDP die SPD erreicht hatten, fanden noch einmal koalitionsinterne Diskussionen über das Wirtschaftswende-Papier statt. Am gleichen Tag trafen sich Bundeskanzler Scholz und Finanzminister Lindner im Kanzleramt. Lindner schlug vor, auf Grundlage jenes FDP-Konzepts eine neue wirtschaftspolitische Agenda zu entwickeln. Sollte es keine Einigung dazu geben, sollte man gemeinsam den Weg zu sofortigen Neuwahlen freimachen.
Am 5. November 2024 besprach Scholz „abstrakt“ mit Jörg Kukies (SPD) die Möglichkeit, dass er anstelle von Lindner Finanzminister werden könne.

### Krisengespräch und Eskalation
Am 6. November 2024 trafen sich Scholz, Lindner und Habeck zu einem Krisengespräch, um über die lange andauernden Differenzen in der Ampelkoalition zu beraten. Darin legte Scholz sein eigenes Finanz- und Wirtschaftskonzept mit dem Titel Agenda für Wirtschaftswachstum und Arbeitsplätze vor. Ein wichtiger Bestandteil dieses Konzepts war die Aussetzung der Schuldenbremse. Dies sei die Bedingung, damit die Koalition weiterarbeiten könne. Scholz forderte den Finanzminister Berichten zufolge ultimativ auf, die Schuldenbremse auszusetzen, was Lindner mit Hinweis auf seinen Amtseid und das Grundgesetz ablehnte. Da die Differenzen somit offenbar unüberwindbar waren, schlug Lindner im frühabends stattfindenden Koalitionsausschuss vor, gemeinsam und in geordneter Weise Neuwahlen im Frühjahr zu verkünden. Scholz lehnte das ab und gab am späten Abend in einem als „Wutrede“ bezeichneten Statement bekannt, dass er den Bundespräsidenten Frank-Walter Steinmeier um die Entlassung des Finanzministers bitten würde.
Lindner gab am Abend des 6. November kurz nach Scholz ein Statement ab. Darin warf er dem Kanzler vor, die Zusammenarbeit mit ihm und der FDP aufgekündigt und damit einen „kalkulierten Bruch dieser Koalition“ herbeigeführt zu haben. Unter anderem kritisierte er die vorbereitete Rede von Scholz, die er offenkundig vom Teleprompter abgelesen hatte. Dies führte Lindner als Beweis dafür an, dass der Kanzler von vornherein die Entlassung geplant habe.
Noch am selben Tag kündigten Bundesjustizminister Marco Buschmann und Bundesbildungsministerin Bettina Stark-Watzinger (beide FDP) ihren Rücktritt aus dem Kabinett an und baten Scholz am 7. November um ihre Entlassung.

### Standpunkte und Vorwürfe

#### Scholz’ und Habecks Reaktionen
Kanzler Scholz äußerte noch am Tag des Koalitionsbruchs, das Verhalten von Finanzminister Lindner sei verantwortungslos gewesen, weil dieser wiederholt ein konstruktives Angebot zur Schließung der Haushaltslücke und Stärkung der Wirtschaft abgelehnt habe. Lindner habe sich geweigert, notwendige Kompromisse einzugehen, habe Gesetze mehrfach aus sachfremden Erwägungen blockiert und parteipolitisch gehandelt, was die Handlungsfähigkeit der Regierung gefährdet und das Vertrauen in die Zusammenarbeit zerstört habe. Scholz räumte im Rückblick auf den Bruch der Ampel-Koalition Fehler ein und gestand ein, dass er möglicherweise früher hätte erkennen müssen, dass die Zusammenarbeit mit Finanzminister Lindner nicht mehr tragfähig sei. Dessen Entlassung sei ihm bereits im Sommer 2024 in den Sinn gekommen, als keine Einigung über den Bundeshaushalt 2025 erzielt werden konnte. Er erklärte, dass die langwierigen Verhandlungen innerhalb der Koalition dem Ansehen der Regierung und seinem eigenen geschadet hätten, betonte jedoch, dass er weiterhin Kompromisse für richtig halte. Trotz der Konflikte seien auch Erfolge erzielt worden, darunter die Verankerung eines Sondervermögens für die Bundeswehr, die Sicherstellung der Energieversorgung nach dem Wegfall russischer Lieferungen und seiner Ansicht nach sei auch eine schwere Wirtschaftskrise vermieden worden.
Am 30. November, nach Veröffentlichung des D-Day-Papiers der FDP, äußerte Kanzler Scholz, Lindner und die FDP hätten „die Arbeit der Bundesregierung über Monate systematisch sabotiert“. Ziel sei es gewesen, „aktiv [zu] verhindern, dass diese Bundesregierung erfolgreich ist, eine Bundesregierung, der sie angehörten.“ In den ernsten Zeiten wie diesen brauche das „Land ernsthafte Politik, verantwortungsvolle Politik, […] verantwortungsbewusste Politikerinnen und Politiker, denen es um die Sache geht, um unser Land, keine Spieler und keine Zocker.“ Die Entlassung von Lindner sei deshalb notwendig gewesen.
Nach der Veröffentlichung des FDP-Strategiepapiers zum Bruch der Ampel-Koalition äußerte Scholz des Weiteren, dass die Enthüllungen seine Entscheidung, die Koalition mit der FDP zu beenden, bestätigt hätten. In der ARD-Sendung Bericht aus Berlin erklärte Scholz, dass die Informationen ihn darin bestärkten, dass die Beendigung der Koalition die richtige Entscheidung gewesen sei. Scholz warf der FDP vor, über einen längeren Zeitraum hinweg eine Strategie entwickelt zu haben, die auf die Destabilisierung der Regierung abzielte. Er betonte, dass die Veröffentlichung des Papiers die Vorwürfe untermauere und dass die FDP nun keine weiteren Erklärungen oder Entschuldigungen vorbringen könne.
Vizekanzler Habeck distanzierte sich von den gegenseitigen Vorwürfen von SPD und FDP und äußerte, dass sich der Bruch der Ampelregierung „falsch und nicht richtig anfühlt, geradezu tragisch“. Der Koalitionsstreit über den Haushalt sei aus Sicht der Grünen „lösbar“ gewesen, die FDP sei aber dazu nicht bereit gewesen. Daher sei die Entlassung Lindners „so folgerichtig wie unnötig“ gewesen. Es sei zudem „eine schwere Hypothek für eine lange Zeit“, dass Deutschland wegen des Koalitionsbruchs ohne Haushalt zurechtkommen müsse.

#### Verteidigung Lindners und Reaktion auf Scholz
Christian Lindner äußerte sich noch am selben Tag vor der Presse empört über das „genau vorbereitete Statement“ des Kanzlers. Dabei argumentierte er, dass dieses klar belege, dass Scholz nie auf Einigung abgezielt habe, sondern es ihm um den „kalkulierten Bruch der Koalition“ gegangen sei. Am Folgetag erklärte Lindner, ihm gehe es bei seinem Handeln um „staatspolitische Verantwortung“ sowie um einen Stil, den Politiker untereinander pflegen, „damit die Demokratie keinen Schaden nimmt“. Dort äußerte er zudem zur Taurus-Kontroverse, er sei von Scholz entlassen worden, nachdem er sich im Koalitionsausschuss für die Lieferung dieser Marschflugkörper an die Ukraine ausgesprochen habe. Lindner kritisierte Scholz‘ wirtschaftliche Vorschläge als zu schwach und wenig ambitioniert. Er lehnte die Forderung ab, die Schuldenbremse auszusetzen, was die Gespräche weiter erschwerte, und erklärte, dass die FDP weiterhin bereit sei, in einer anderen Regierung Verantwortung zu übernehmen. Laut Lindner sei die Entscheidung, die Schuldenbremse nicht aufzugeben, notwendig, um verfassungsrechtlichen Prinzipien treu zu bleiben. Für ihn sei dies eine Frage der persönlichen Überzeugung, auch wenn dies seine Entlassung zur Folge hatte; er fühle sich „auf der Straße“ gut aufgehoben. Am 13. November beschrieb sich Lindner im Bundestag als Verfechter der Haushaltsdisziplin und kritisierte, dass der Kanzler von ihm politische Zugeständnisse gefordert hatte. Das Koalitionsende sei strategisch durch Scholz herbeigeführt worden. Ähnlich äußerte sich Marco Buschmann: Es gebe Hinweise, dass Scholz den Ampel-Bruch bewusst vorbereitet habe.

### Veröffentlichung von Recherchen derZeit

#### Strategische Überlegungen in der FDP und D-Day-Affäre

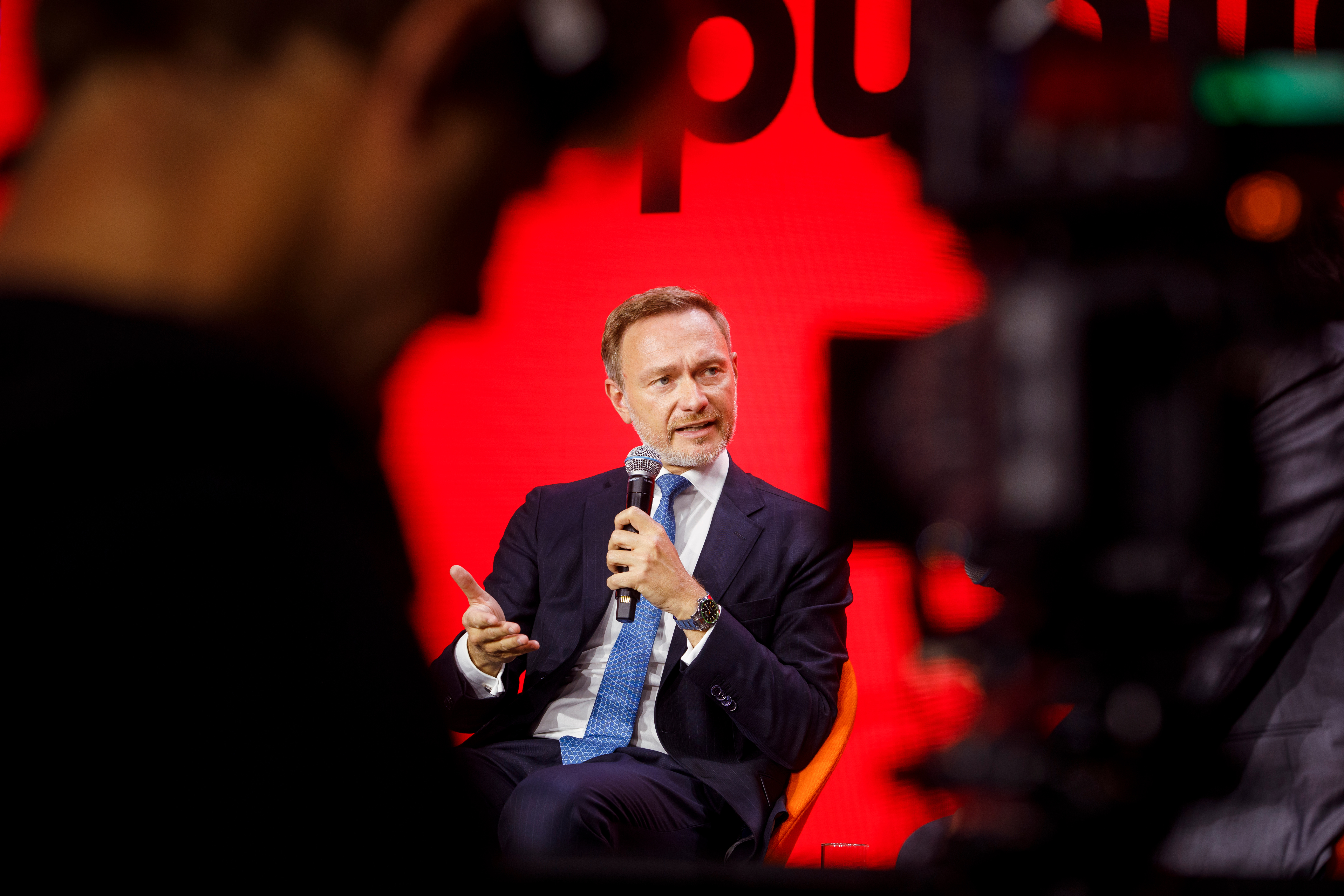
FDP-Chef Christian Lindner hatte eine Rede vorbereitet, in der er den Austritt seiner Partei aus der Ampelkoalition verkünden wollte; Bundeskanzler Olaf Scholz griff jedoch vor und löste die Koalition durch die Entlassung des Finanzministers selbst auf.

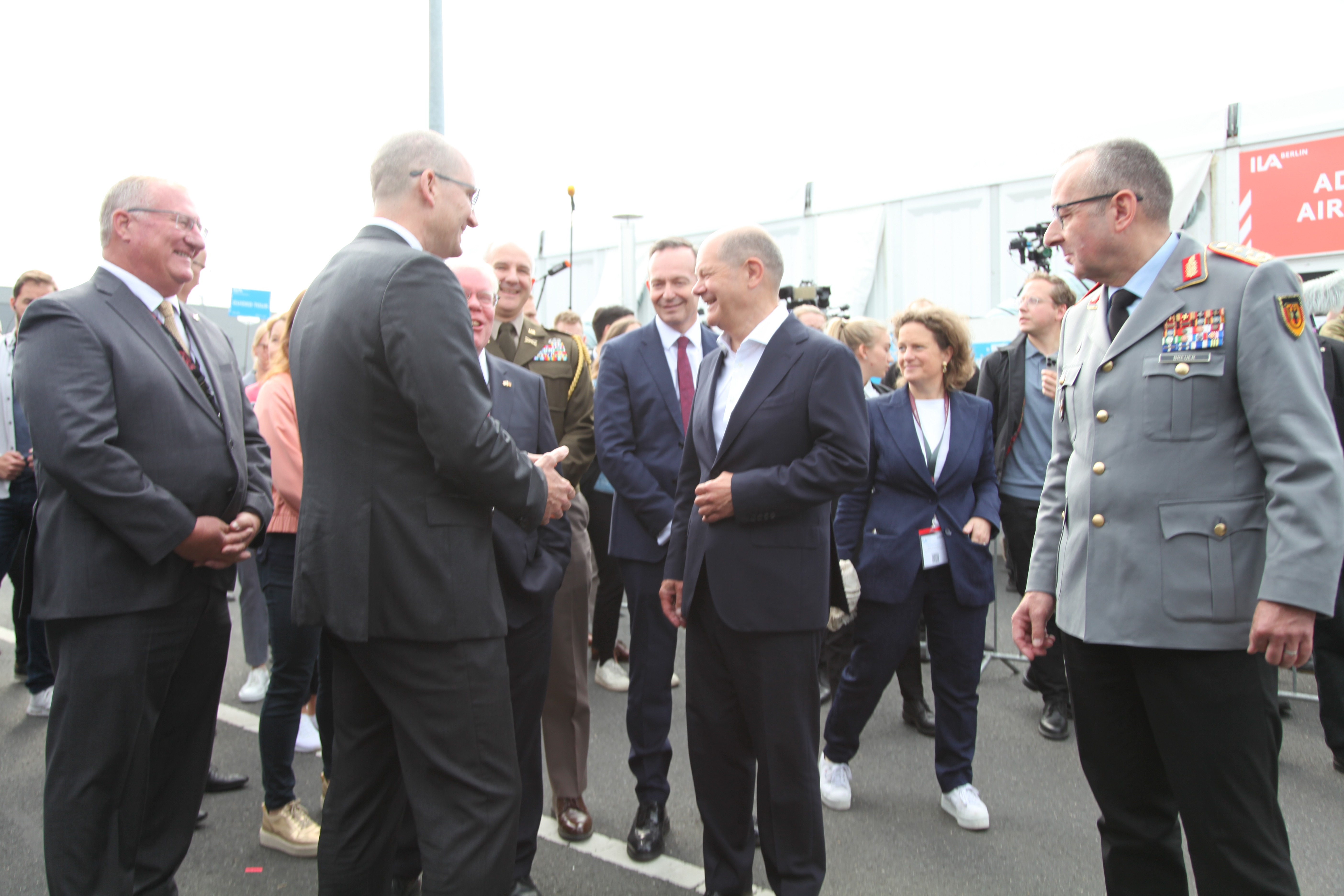
Kanzler Scholz (in der Mitte, leicht rechts) und Verkehrsminister Volker Wissing (in der Mitte, leicht links) bei einer gemeinsamen Veranstaltung im Juni 2024. Nach dem Bruch der Koalition trat Wissing aus der FDP aus, um weiterhin Teil der Regierung zu bleiben.

Laut Berichten der Zeit, die sich auf Teilnehmer dieser Gesprächsrunden beruft, planten Teile der FDP-Spitze seit Ende September 2024 in mehreren Treffen einen – später in Anlehnung an die Landung der Alliierten in der Normandie intern als D-Day bezeichneten – vorsätzlichen Bruch der Koalition, während sie öffentlich beteuerte, die Ampel-Regierung erhalten zu wollen. Die Presse sprach deshalb auch von der „D-Day-Affäre“. Demnach erörterten in mehreren Sitzungen führende Politiker – wie Lindner, Johannes Vogel, Bijan Djir-Sarai sowie die Bundesminister Bettina Stark-Watzinger, Volker Wissing und Marco Buschmann – Ansätze zur Destabilisierung der Koalition. Das Ziel habe darin bestanden, entweder durch gezielte Provokationen gegenüber Grünen und SPD oder durch aktives Auslösen des Koalitionsbruchs die Zusammenarbeit zu beenden. Dabei wurde u. a. erwogen, jede Gesetzesinitiative der beiden Koalitionspartner zu blockieren, um deren Frust zu erhöhen.
„Geplant war gemäß Teilnehmern die Erarbeitung eines Wirtschaftskonzeptpapiers, das so gestaltet sein sollte, dass eine Zustimmung durch die Koalitionspartner ausgeschlossen war, und das als inhaltliche Begründung für den FDP-Ausstieg dienen sollte.“ FDP-intern wurde dieses als Provokation dienende Konzeptpapier, das schließlich wenige Tage vor dem Ampelbruch veröffentlicht wurde, als „Torpedo“ bezeichnet.
Außerdem sollte ein zweites, vorgeblich als internes Dokument gekennzeichnetes, Papier, das „die aus FDP-Sicht verheerende Bilanz grüner Politik für die Bundesrepublik Deutschland beschreibt“, später gezielt an die Medien durchgestochen werden, um die Grünen gegen die FDP aufzubringen und eigene Wähler zu mobilisieren. Dieses Papier soll Ende Oktober intern verschickt worden sein; zur Veröffentlichung kam es jedoch nicht. Zudem sollte ein Ausstiegsszenario mit Zeitplan und passenden Narrativen – das die FDP am 28. November aus Transparenzgründen veröffentlicht haben will – entwickelt werden.
Im weiteren Verlauf sollen weitere Treffen stattgefunden haben. So sollen am 6. Oktober Ausstiegsbegründungen diskutiert worden sein und es wurde vereinbart, dass man nun jede Gesetzesinitiative von SPD und Grünen blockieren müsse, um deren Frust zu erhöhen. Zudem solle permanent das zentrale FDP-Narrativ in den Medien untergebracht werden, dass eine echte „Wirtschaftswende“ mit den Koalitionären nicht zu machen sei. Öffentlich äußerte Lindner, dass es ihm nicht um Ultimaten gehe, sondern „darum, zu zeigen, dass die Regierung nicht Teil des Problems ist, sondern Teil der Lösung.“
Am 14. Oktober soll Volker Wissing intern Bedenken zum Plan angemeldet haben, worauf Lindner nach Angaben von Teilnehmern erwidert habe, er „sehe sich außerstande, die FDP in eine Bundestagswahl zu führen, wenn seine Partei zugleich noch Teil der Regierung sei“. In einem FAZ -Gastbeitrag sprach sich Wissing am 1. November gegen einen Koalitionsbruch aus. Am Treffen vom 4. November 2024 habe Wissing nicht mehr teilgenommen. Lindner soll erklärt haben, dass er nicht mehr davon ausgehe, dass Scholz die FDP-Minister entlasse, sodass man diesen Schritt selbst gehen müsse. Daraufhin soll ein weiterer Zeitplan besprochen worden sein: Demnach sollten am Folgetag Scholz, Habeck und Lindner den Haushalt diskutieren. Am Tag darauf sollte sich die FDP im Koalitionsausschuss konstruktiv geben, am 7. November sollte eine Bundestagsdebatte stattfinden, aber am 8. November solle die FDP die Koalition aufkündigen und ihre Minister aus dem Kabinett abziehen. Gewählt wurde dieser Termin gemäß Zeit, weil sich Bundeskanzler Scholz zu diesem Zeitpunkt auf dem EU-Gipfel in Budapest schlecht äußern könne, sodass die FDP die „Deutungshoheit“ über die Geschehnisse habe. Unklar ist laut Zeit jedoch, ob diese ein konkreter Plan oder nur ein „Szenario“ gewesen sein soll; hier äußerten sich Beteiligte unterschiedlich.
Ebenfalls am 4. November soll Scholz drei Reden für unterschiedliche Ausgänge der Verhandlungen in Auftrag gegeben haben: Je eine für den Fall, dass es zu einer Einigung kommt, die FDP die Koalition aufkündigt oder er selbst die FDP entlässt. Eine Veröffentlichung der FDP, basierend auf Recherchen der Zeit, offenbarte, dass ein ausformuliertes Rückzugsstatement für Lindner bereits vorbereitet war. Scholz kam Lindner zuvor, indem er mit der Entlassung des Finanzministers selbst das Koalitionsende verkündete.

#### FDP-Plan zum Koalitionsaustritt: „D-Day“-Pyramide

„D-Day-Ablaufpyramide“ aus dem FDP-Papier zum geplanten Ablauf des Koalitionsbruchs

Nach der Berichterstattung versuchte die FDP, ihre Pläne zu relativieren. Ein Sprecher erklärte, dass „immer wieder Szenarien erwogen und Stimmungsbilder eingeholt“ worden seien. Die FDP habe lediglich in verschiedenen Runden die Regierungsbeteiligung bewertet. Die Existenz eines konkreten „Drehbuchs“ für den Koalitionsbruch wies die Partei jedoch zurück und bezeichnete dies als „Lügen“ und „Märchen“. Der Spiegel berichtete Ende November 2024 jedoch, dass die FDP den Bruch mit den Koalitionspartnern SPD und Grünen „minutiös vorbereitet“ habe.
Am 28. November 2024 berichtete Table Media über ein internes Strategiepapier der FDP, in dem der ideale Zeitpunkt für den Ausstieg aus der Ampelkoalition und die dazugehörige Medienstrategie besprochen wurden. Der Ausstieg könnte in der Kalenderwoche 45 (ab dem 4. November) erfolgen, doch Unsicherheiten wie die US-Wahl und eine mögliche Kollision mit den Haushaltsverhandlungen der Grünen wurden als Probleme genannt. Das Papier betonte, dass der Ausstieg eine notwendige Richtungsentscheidung sei, da die Gegensätze zwischen Rot-Grün und FDP die Bundesregierung zum „größten Standortrisiko“ gemacht hätten. Nachdem die FDP von mehreren Medien mit ihren Recherchen konfrontiert worden war, entschloss sich die Partei, das interne Papier noch am selben Tag öffentlich zu machen. Gemäß ZDF strebte Christian Lindner mit der unerwarteten Freigabe des Papiers offenbar an, eine Legendenbildung um das Papier zu verhindern.
In dem von der FDP veröffentlichten Papier wurde formuliert, dass die Grünen und SPD auf „Subventionen, gelenkte Löhne und Preise, hohe Sozialausgaben und Investitionen“ setze, dort als „Planwirtschaft“ bezeichnet, während die FDP „geringere Steuern, weniger Bürokratie, bezahlbare Sozialbeiträge“ wolle, was als „Soziale Marktwirtschaft“ gegenübergestellt wird. Diese „fundamental verschiedenen Ansätze“ seien nicht vereinbar, was die FDP zu der Schlussfolgerung führte: „Wir Freie Demokraten wollen nicht, dass die Ampel das Land in Geiselhaft hält. Wir machen den Weg frei zu vorgezogenen Neuwahlen.“ Das Papier enthielt einen vierstufigen Plan: In der ersten Stufe sollte Lindner öffentlich „drei bis fünf gute Argumente“ nennen, warum die Ampel beendet werden müsse. In der zweiten Stufe sollte das Narrativ per Video an die Partei kommuniziert werden. In der dritten Stufe sollte das Narrativ an die Parteibasis verbreitet werden, während „D-Day Abende“ und Video-Kacheln vorbereitet wurden. Die vierte Stufe beinhaltete eine digitale Pressearbeit bis in die Kreisverbände.

#### Verantwortungsübernahme und Einordnung des „D-Day“-Papiers

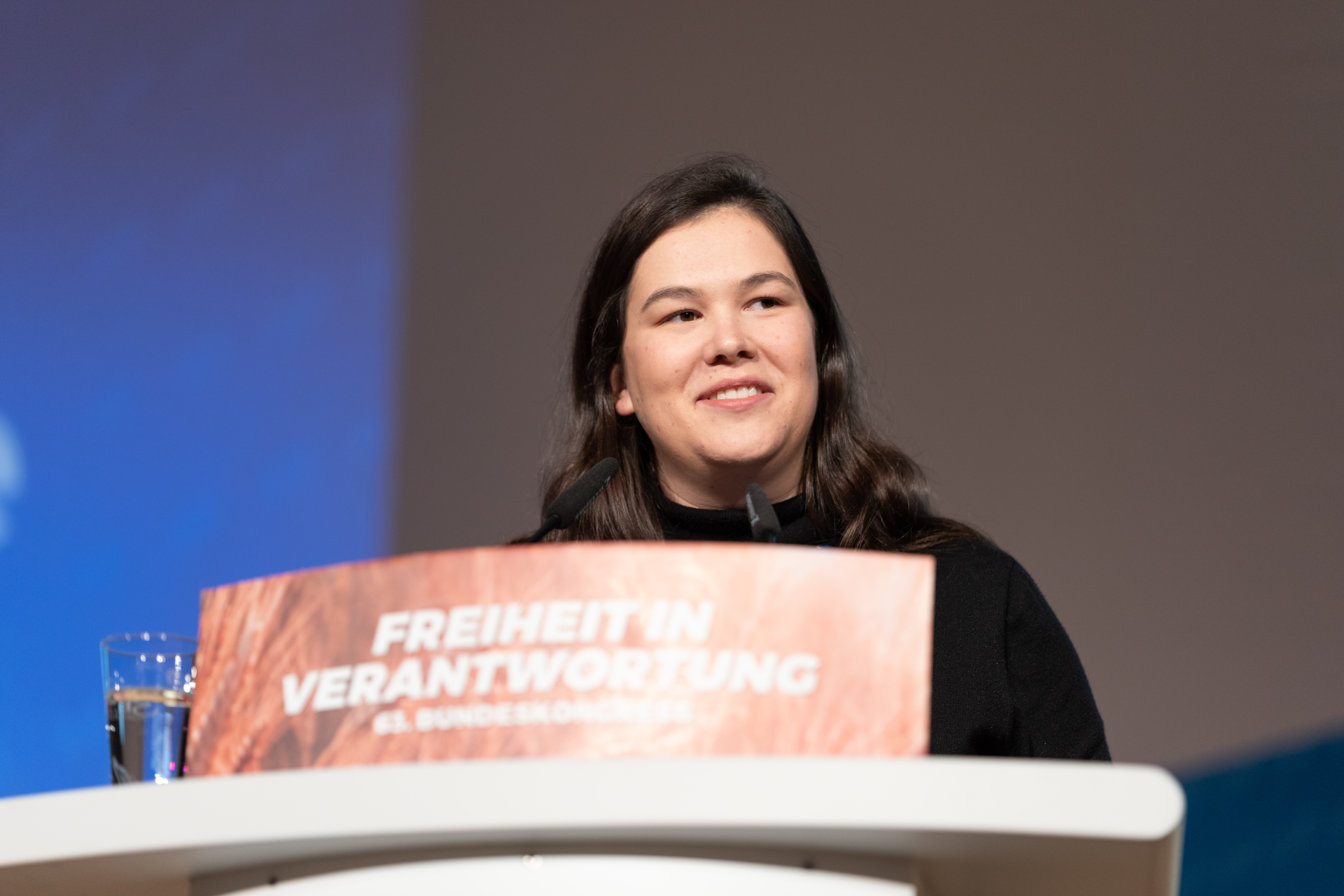
Franziska Brandmann, Bundesvorsitzende der Jungen Liberalen, äußerte am 26. November Zweifel an der Authentizität der „D-Day“-Berichte und beteuerte, dass die beteiligten Personen keine Kenntnis von der Planung gehabt hätten.

Im November 2024 bestritten führende Funktionäre der FDP zunächst Berichte über ein angeblich geplantes Ende der Ampelkoalition unter dem Schlagwort „D-Day“. Wolfgang Kubicki, stellvertretender Bundesvorsitzender der FDP, bezeichnete diese Berichte in einem Interview mit dem Podcast The Pioneer als „glatte Lüge“ und „Märchen“. Zuvor hatten FDP-Mitglieder die Vorwürfe als unbegründet zurückgewiesen. Jedoch veröffentlichte die FDP selbst ein Dokument mit dem Titel „D-Day-Papier“, das eine PR-Strategie beschreibt, die auf die Herbeiführung eines Bruchs der Koalition und die Maximierung des politischen Nutzens für die FDP abzielte. In diesem Zusammenhang äußerte sich auch der Generalsekretär Bijan Djir-Sarai zu den Berichten bezüglich einer Information, die nicht an die Öffentlichkeit gelangen sollte, woraufhin er von seinen politischen Ämtern zurücktrat. Franziska Brandmann, die Bundesvorsitzende der Jungen Liberalen, äußerte in einem Gespräch mit dem Spiegel am 26. November Zweifel an den Zeit-Recherchen und versicherte, dass die betroffenen Personen keine Kenntnis von der Planung gehabt hätten. Brandmann kritisierte anschließend das FDP-Planungspapier zum Bruch der Ampelkoalition als „unwürdig“ für eine liberale Partei und befürwortete im Anschluss den Rücktritt von Generalsekretär Bijan Djir-Sarai. Sie machte deutlich, dass weder das Papier selbst noch der Umgang damit den Mitarbeitenden der Bundesgeschäftsstelle angelastet werden dürften. Der Versuch, dies dennoch zu tun, sei inakzeptabel und habe der Glaubwürdigkeit der Partei erheblichen Schaden zugefügt. FDP-Generalsekretär Marco Buschmann wies Kritik an der Parteiführung zurück und betonte die Integrität der FDP im Umgang mit der Krise. Das geleakte „D-Day“-Papier sei der Parteispitze unbekannt gewesen, und der Koalitionsbruch sei aus seiner Sicht die richtige Entscheidung gewesen. Innerhalb der FDP hatten jedoch einige eine deutlichere Kurskorrektur gefordert, da Buschmann eng mit Lindners Linie verbunden blieb.
Nach der Veröffentlichung des sogenannten „D-Day“-Papiers räumte Lindner Fehler ein und übernahm die Gesamtverantwortung für die daraus resultierenden Vorgänge. Nach eigenen Angaben war die Zielsetzung, im Rahmen eines „Herbsts der Entscheidungen“ entweder einen Politikwechsel innerhalb der bestehenden Koalition herbeizuführen oder den Weg für Neuwahlen zu ebnen. Im Zentrum dieser Strategie standen Maßnahmen zur Förderung einer wirtschaftlichen Wende, zur Schaffung von Arbeitsplätzen, zur Einhaltung der Schuldenbremse sowie zur Verschärfung der Migrationspolitik. Hinsichtlich des „D-Day“-Papiers führte Lindner aus, dass dieses auf einer Arbeitsebene erstellt wurde und weder Gegenstand interner politischer Beratungen war noch zur Veröffentlichung vorgesehen gewesen sei. Er unterstrich, dass die Erstellung des Dokuments auf fundierten Szenarioanalysen beruhte, räumte jedoch ein, dass es weder überzeugend sei noch die offizielle Linie widerspiegele. Das Bekanntwerden des Papiers erklärte er mit Indiskretionen und beteuerte, dass es nicht als Bestandteil der Parteistrategie zu verstehen sei.
Auf Medienberichte, in denen Lindner eine herabwürdigende Bemerkung über seine Koalitionspartner zugeschrieben wurde, ging er nicht ein. Stattdessen äußerte er, dass bestimmte Inhalte aus den umfangreichen internen FDP Beratungen „unvollständig, verzerrt oder sogar manipulierend“ an die Öffentlichkeit gelangt seien. Diese Kritik an der öffentlichen Darstellung führte jedoch implizit zu der Frage, inwieweit die internen Prozesse und die interne Kommunikation tatsächlich in dem Maße geordnet und kohärent verliefen, wie von Lindner postuliert wurde.
Lindner bestritt, das Strategiepapier zum Bruch der Ampel-Koalition gekannt zu haben. In der ARD-Sendung Caren Miosga erklärte er, das Dokument sei eines von vielen Szenario-Papieren ohne politische Relevanz gewesen, wobei er an sich kein Problem damit habe. Lindner gab an, erst durch journalistische Anfragen davon erfahren zu haben. FDP-Generalsekretär Bijan Djir-Sarai soll die Öffentlichkeit unbeabsichtigt über ein ihm unbekanntes Papier falsch informiert haben. Die FDP kündigte an, diese „Fehler in der Krisenkommunikation“ künftig zu klären und aufzuarbeiten. Bezüglich der Wortwahl „D-Day“ bedauerte er, dass damit „ein ganz falscher Eindruck über die Motive und politischen Vorhaben der FDP“ entstanden sei. Der ehemalige FDP-Bundesgeschäftsführer Carsten Reymann erklärte, das „D-Day-Papier“ sei seine persönliche Vorbereitung gewesen und nicht die offizielle Parteiposition. Die militärische Sprache des Dokuments, wie „D-Day“ und „offene Feldschlacht“, stieß parteiintern auf Kritik.

#### Personelle Konsequenzen in der FDP-Führung
Einen Tag nach Veröffentlichung des Strategiepapiers gab Generalsekretär Bijan Djir-Sarai am 29. November seinen Rücktritt bekannt. Er begründete seinen Schritt mit der unwissentlichen Weitergabe falscher Informationen zu dem Dokument, das ihm selbst nicht bekannt gewesen sei. Wenige Stunden später erklärte auch Bundesgeschäftsführer Carsten Reymann, der seit dem 1. März 2024 im Amt war und als Initiator des Papiers gilt, seinen Rücktritt. Zuvor hatte er als Büroleiter Lindners im Bundestag und anschließend im Leitungsstab des Bundesfinanzministeriums gearbeitet. Lindner nominierte anschließend den ehemaligen Justizminister Marco Buschmann als Nachfolger von Djir-Sarai.

## Folgen
In der Folge bildete Scholz sein Kabinett um: Volker Wissing sagte als einziger Minister der FDP zu, in der Regierung zu verbleiben, und verließ die Partei. Lindner, Buschmann und Stark-Watzinger wurden am 7. November 2024 von Bundespräsident Frank-Walter Steinmeier aus ihren Ämtern entlassen. Der bisherige Staatssekretär im Bundeskanzleramt Jörg Kukies (SPD) wurde neuer Bundesfinanzminister. Verkehrsminister Wissing übernahm zusätzlich das Justizministerium. Landwirtschaftsminister Cem Özdemir (Grüne) bekam zusätzlich das Bildungs- und Forschungsministerium übertragen.
Scholz gab bekannt, am 15. Januar 2025 die Vertrauensfrage stellen zu wollen, in deren Folge Bundespräsident Steinmeier Neuwahlen veranlassen könnte (vorausgesetzt, Scholz würde wie erwartet nicht die Mehrheit des Bundestages hinter sich vereinen können). Bis dahin würde eine rot-grüne Minderheitsregierung im Amt bleiben. Als Frist zur Auflösung eines Bundestages nach einem negativen Vertrauensvotum sind für den Bundespräsidenten 21 Tage vorgesehen, anschließend sind innerhalb von 60 Tagen Neuwahlen anzusetzen. Später erklärte Scholz, er sei bereit, die Vertrauensfrage noch vor Weihnachten zu stellen, sofern dies von den politischen Akteuren gewünscht werde. Er werde sich dabei an einem Zeitplan von SPD-Fraktionschef Rolf Mützenich und Oppositionsführer Friedrich Merz (CDU/CSU) orientieren. Als gemeinsamer Vorschlag für einen Termin für die vorgezogene Bundestagswahl wurde anschließend der 23. Februar 2025 festgelegt. Dieser Termin war von den Fraktionen der SPD und der CDU/CSU vereinbart worden, wobei auch die FDP und Grüne dem Vorschlag ihre Unterstützung zugesichert hatten. Es wurde ebenfalls festgelegt, dass Scholz die Vertrauensfrage am 11. Dezember im Bundestag stellen würde. Eine Abstimmung darüber wurde für den 16. Dezember angesetzt, wie SPD-Fraktionschef Mützenich mitteilte. Das endgültige Wahldatum obliegt zwar der Entscheidung des Bundespräsidenten, dieser hatte jedoch bei einem Treffen im Schloss Bellevue mit den Fraktionsvorsitzenden der CDU/CSU, der SPD und der Grünen, Merz, Mützenich, Britta Haßelmann und Katharina Dröge, den Zeitplan bereits gebilligt.
Am 13. November gab Scholz im Bundestag eine Regierungserklärung ab, in der er zentrale Gesetzesvorhaben bis zur Neuwahl am 23. Februar 2025 skizzierte. Er verteidigte die Entlassung Lindners als notwendig und betonte die fortgesetzte, aber maßvolle Unterstützung der Ukraine. Diese dürfe aber nicht zu Lasten von Infrastruktur- oder Sozialprojekten in Deutschland gehen. Scholz begrüßte den Wahltermin.
Am 25. November nominierte der SPD-Vorstand Scholz einstimmig als Spitzenkandidaten für die vorgezogene Bundestagswahl 2025. Die Entscheidung wurde von den Parteivorsitzenden Saskia Esken und Lars Klingbeil in einer Pressekonferenz bekannt gegeben. Die Bestätigung der Nominierung durch die SPD wurde für den Parteitag der Partei am 11. Januar 2025 angesetzt.
Am 28. November veröffentlichte die FDP ein am 5. November erstelltes Dokument, das sich nach eigenen Angaben mit der Frage befasst, wie ein Ausstieg der FDP aus der Bundesregierung kommuniziert werden könne. Nach Aussage der Partei geschah dies aus Transparenzgründen.
Bundespräsident Frank-Walter Steinmeier löste den 20. Deutschen Bundestag am 27. Dezember 2024 auf und verkündete eine Neuwahl für den 23. Februar 2025.

## Reaktionen

### Reaktionen der Ampelparteien
Wirtschaftsminister Habeck betonte, die Ablehnung von Lösungsvorschlägen für die Koalitionskrise durch die FDP habe zur Entlassung Lindners geführt. Er verwies auf die negativen Folgen von Populismus und betonte Deutschlands Verantwortung, Einheit zu fördern. Ende November 2024 wertete Habeck als „Knackpunkt“ für das vorzeitige Ende der Ampelkoalition das Urteil des Bundesverfassungsgerichts zum Haushalt vom 15. November 2023 (AZ: 2 BvF 1/22), das Milliardenlöcher in den Etat gerissen habe. Dies sei der entscheidende Punkt gewesen, an dem die Regierung nicht mehr weitergekommen sei. Sie habe sich dann noch ein Jahr „durchgeschleppt“. Außenministerin Baerbock hob angesichts des Ukraine-Kriegs die Notwendigkeit einer erhöhten Sicherheitsinvestition hervor, die durch eine Ausnahme von der Schuldenbremse hätte realisiert werden sollen. Auch sie sah im Urteil des Bundesverfassungsgerichts einen Wendepunkt für die Ampelkoalition, da seitdem Investitionen in Bildung und Soziales gekürzt werden mussten. Sie kritisierte zudem, Lindner als Finanzminister habe auf soziale Einsparungen und Fossile Energien gesetzt, was die Bevölkerung zusätzlich belaste. Habeck erklärte, dass Neuwahlen zeitnah stattfinden sollten, betonte jedoch, dass es vor allem darauf ankomme, nach der Wahl „zielgerichtet und zügig zu handeln“.
Arbeitsminister Heil betonte, dass es in der aktuellen Lage notwendig gewesen sei, Sicherheits- und Wirtschaftsmaßnahmen zu ergreifen. Er stellte klar, dass Lindner als Finanzminister in der Vergangenheit selbst rechtmäßige Überschreitungsbeschlüsse getroffen habe, die gemäß Artikel 115 des Grundgesetzes zulässig sind. Er kritisierte, Lindner habe „ideologische Maximalforderungen“ gestellt, nämlich Steuererleichterungen für Wohlhabende und Einschnitte in die soziale Sicherheit für Arbeitnehmer, während der Kanzler pragmatische Lösungen gesucht habe.
Gesundheitsminister Karl Lauterbach (SPD) bezeichnete das Ende der Ampelkoalition als historischen Fehler, da wichtige Herausforderungen wie der Ukraine-Krieg, die wirtschaftliche Krise in Deutschland und die Wahl Donald Trumps zum US-Präsidenten weiterhin bestehen. Seiner Ansicht nach sei die Koalition nicht mehr zu retten gewesen, da Lindner eine konstruktive Zusammenarbeit abgelehnt habe. Seine Entlassung sei daher unvermeidlich gewesen und habe das Ende der Koalition nur beschleunigt.
Volker Wissing (bis zum Ampelbruch FDP) erklärte, dass in der Politik der „Faktor Mensch“ stets eine entscheidende Rolle spiele. Er kritisierte, dass auf Bundesebene zu lange an der ständigen Kommunikation der Differenzen zwischen den Parteien festgehalten wurde. Schuldzuweisungen seien nicht seine Aufgabe, aber er bedauerte, dass die Suche nach Lösungen und gemeinsamen Wegen immer weiter in den Hintergrund gerückt sei. Besonders gegen Ende der Legislaturperiode habe die Bereitschaft zu Kompromissen immer mehr abgenommen. Wissing erklärte, dass Scholz sich nicht hinter der ehemaligen Bundeskanzlerin Merkel verstecken müsse und das Land in schwierigen Zeiten angemessen führe. Er wies darauf hin, dass offene europäische Fragen einer langfristigen Klärung bedürften und das Bild eines „geschlossenen Europas“ unter Merkel ein verzerrtes Bild sei. Politik sei die Kunst des Machbaren, was auch bedeute, Illusionen abzulegen. Rückblickend gab Wissing insbesondere FDP-Chef Lindner die Schuld, dem er eine destruktive Haltung vorwarf, die auf die FDP abgefärbt habe. Er glaubte, dass Lindner immer Angst vor zu viel Konstruktivität der FDP gehabt habe, weil er befürchtet habe, dass die FDP dann als „vergrünt“ oder „links“ wahrgenommen werde. Jedoch sei auch die FDP-Bundestagsfraktion „total begeistert von diesem Wir-kritisieren-die-Grünen“ gewesen. All diejenigen in der FDP, die sich dieser Anti-Grünen-Auffassung entgegengestellt hätten, seien intern „als Grünenversteher oder irgendwie als Freund der SPD“ angesehen worden. Auch er habe viel Kritik von Parteifreunden erfahren, weil er versucht habe, in der Ampel „konsensual zu regieren“. Persönlich sei er „davon überzeugt, dass diese Koalition hätte weiterbestehen können, wenn man sie gewollt hätte“. Jedoch habe die FDP diese „Konflikte nach außen“ und (Ampel-)Streitereien einfach nicht beenden wollen. Lobende Worte fand Wissing dagegen für Grünen-Chef und Vizekanzler Habeck. Mit ihm sei es „immer gut möglich [gewesen], Kompromisse auszuhandeln“. Auch habe es eine „sehr schöne, auch menschlich angenehme Art des Umgangs miteinander“ gegeben, durch die Probleme oft binnen Minuten abgeräumt werden konnten.

### Reaktionen der Opposition und zur Bundestagswahl 2025
Oppositionsführer Friedrich Merz und die AfD-Fraktionschefs Alice Weidel und Tino Chrupalla forderten Scholz dazu auf, die Vertrauensfrage bereits in der Woche ab dem 11. November 2024 zu stellen.
Die BSW-Vorsitzende Sahra Wagenknecht sprach sich für vorgezogene Neuwahlen aus. Ein konstruktives Misstrauensvotum lehnte Merz ab, um sich nicht von der AfD zu einem Übergangskanzler wählen zu lassen. Er warf dem Kanzler im Bundestag am 13. November eine Spaltung des Landes und einen fragwürdigen Umgang mit der Vertrauensfrage vor.
Am 8. November 2024 äußerte die Bundeswahlleiterin Ruth Brand Bedenken hinsichtlich der Durchführung einer Bundestagswahl im Januar 2025. Sie wies darauf hin, dass die administrativen Vorbereitungen aufgrund der Weihnachtspause nur schwer rechtzeitig abgeschlossen werden könnten, was durch den eingeschränkten Zeitraum und den damit verbundenen Zeitdruck zusätzlich erschwert würde. Diese Einschätzung fand Unterstützung bei Bundeskanzler Scholz, der ebenfalls einen späteren Wahltermin favorisierte. Auch die Oppositionspartei Die Linke schloss sich diesem Vorschlag an und argumentierte, dass ein späterer Wahltermin sowohl aus organisatorischer als auch praktischer Sicht vorteilhafter wäre. Die CDU kritisierte Bundeswahlleiterin Brand: Ihre Warnung vor einem frühen Wahltermin unterstütze indirekt den Zeitplan von Bundeskanzler Scholz und warf ihr „Instrumentalisierung“ vor, was SPD-Vertreterin Katja Mast zurückwies. Hintergrund der Auseinandersetzung war Brands Ernennung durch Innenministerin Nancy Faeser (SPD) zur Präsidentin des Statistischen Bundesamts Anfang 2023, wodurch sie auch das Amt der Bundeswahlleiterin übernahm. Brand erklärte in einer Sondersitzung des Wahlprüfungsausschusses im Bundestag, dass sie keine Einwände gegen eine Wahl im Februar habe und diese für rechtlich durchführbar halte.
Der einzige SSW-Bundestagsabgeordnete Stefan Seidler gab am 16. Dezember 2024 im Bundestag bekannt, dem Bundeskanzler das Vertrauen nicht auszusprechen.

### Internationale Reaktionen
Die internationale Reaktion auf den Bruch der Ampelkoalition zeigte eine deutliche Besorgnis über die politische Instabilität, die zu einer Schwächung der deutschen Wirtschaft führen könnte. Der Zerfall der Koalition trete zu einem kritischen Zeitpunkt auf, da Deutschland bereits mit einer stagnierenden Wirtschaft, einer veralteten Infrastruktur und einer unzureichenden militärischen Vorbereitung konfrontiert sei. Internationale Beobachter warnten, dass das Zerbrechen der Koalition auch das Vertrauen in die politische Zusammenarbeit innerhalb der Europäischen Union beeinträchtigen könnte. Dies erschwere die Bemühungen um eine tiefere Integration der Union. Einige Analysten äußerten die Befürchtung, dass die politischen Turbulenzen in Deutschland populistischen Bewegungen, insbesondere der
rechtspopulistischen AfD, Auftrieb geben könnten, was eine weitere Polarisierung der politischen Landschaft zur Folge haben könnte.

## Bewertungen
Laut dem Politikwissenschaftler Uwe Wagschal von der Universität Freiburg „stellt der Bruch der Ampelkoalition eine besondere Herausforderung dar, da er zu einer Minderheitsregierung führt. In einem solchen System, in dem eine stabile Mehrheit fehlt, sind die Handlungsmöglichkeiten der Regierung stark eingeschränkt. Historisch gesehen sind Minderheitsregierungen in Deutschland eher ungewöhnlich, da sie auf die Unterstützung oder Duldung anderer Parteien angewiesen sind. Im Vergleich zu anderen Ländern, wie etwa Schweden, Kanada oder Spanien, wo Minderheitsregierungen auch über längere Zeiträume funktionsfähig waren, ist dieses Modell in Deutschland traditionell schwieriger umzusetzen. Besonders problematisch könnte es werden, wenn dringende Gesetzgebungsprozesse oder Krisenbewältigungen notwendig werden.“ Laut Wagschal „werden die politischen Ränder stärker und Themen wie Steuern, Migration und Staatsverschuldung gewinnen an Bedeutung, während Umwelt- und Klimaschutz sowie kulturelle Debatten weniger zentral werden. Zudem könnte die Zersplitterung der Parteienlandschaft steigen, was dazu führen könnte, dass einige Parteien die Fünf-Prozent-Hürde nicht überschreiten und somit nicht in den Bundestag einziehen.“
Der Staatsrechtler Joachim Wieland äußerte gegenüber dem Spiegel, dass aus seiner Sicht keine Anhaltspunkte dafür vorliegen, dass der Bundeskanzler verfassungswidrige Handlungen von Bundesfinanzminister Christian Lindner gefordert habe. Wieland betonte, dass die Interpretation des Grundgesetzes durch den Kanzler sich auf spezifische Bestimmungen beziehe, welche das Ziel verfolgen, in Krisensituationen außergewöhnliche Maßnahmen zur Finanzbeschaffung zu ermöglichen. Scholz habe demnach eine verfassungsrechtliche Grundlage angestrebt, um in Anbetracht der sicherheitspolitischen Lage zusätzliche Haushaltsmittel zur Unterstützung der Ukraine zu mobilisieren, ohne gegen die verfassungsmäßigen Vorgaben zu verstoßen.
Der Staatsrechtler Alexander Thiele hielt einen Überschreitensbeschluss zur Schuldenbremse angesichts der politischen und wirtschaftlichen Lage für gerechtfertigt. Dieser Beschluss hätte es dem Bundestag erlaubt, die festgelegte Obergrenze der Schuldenbremse zu überschreiten, um in einer außergewöhnlichen Notsituation zusätzliche Kredite aufzunehmen. Thiele verwies auf die Unsicherheit durch die US-Wahl und mögliche wirtschaftliche Herausforderungen in Europa, etwa durch Zölle, die eine solche außergewöhnliche Notsituation dargestellt hätten.
Henning Tappe, Steuerrechtsexperte an der Universität Trier, sah den Überschreitensbeschluss als einen Grenzfall. Er betonte, dass die Situation nicht mit plötzlichen Ereignissen wie Naturkatastrophen oder der Pandemie vergleichbar gewesen sei, da der Finanzbedarf durch den Ukraine-Krieg schon länger bestanden habe und die Auswirkungen der US-Wahl nicht unvorhersehbar gewesen seien.
Der Politikwissenschaftler Karl-Rudolf Korte von der Universität Duisburg-Essen sah die „Wutrede“ von Bundeskanzler Olaf Scholz gegen Finanzminister Christian Lindner als strategischen Schachzug im Vorfeld des Wahlkampfs. Für Korte erinnerte die Situation an die Ereignisse von 2005, als die damalige Regierung unter Gerhard Schröder und Franz Müntefering ebenfalls vorzeitig Neuwahlen anstrebte, was Schröder durch die Vertrauensfrage erreichte. Er beschrieb die Rede von Scholz als ungewöhnlich „kalt und persönlich abwertend“, was für den Kanzler untypisch sei, da Scholz normalerweise eher zurückhaltend agiere. Die Rede deutete auf tiefgreifende Spannungen zwischen den beiden hin und habe Lindner offenbar persönlich getroffen. Laut Korte habe Lindner „aufs falsche Pferd gesetzt“, da er als Finanzminister stark auf die Einhaltung der Schuldenbremse fokussiert war, was ihn letztlich in seiner Funktion scheitern ließ. Der Kanzler, so Korte, versuchte zu diesem Zeitpunkt, einen politischen Aufbruch zu organisieren, den er selbst anführen wollte. Korte bezeichnete den Kommunikationsstil der FDP nach der Veröffentlichung des „D-Day“-Papiers als „ruinös“ und bewertete dessen Wirkung auf die Wählerschaft als „verletzend“. Die Geschehnisse ordnete er als historisch bedeutsam ein, da sie den ersten Koalitionsbruch auf Bundesebene seit vier Jahrzehnten sowie die ersten vorgezogenen Bundestagswahlen seit zwei Jahrzehnten markieren. In seiner Analyse des Sprachgebrauchs der FDP hob Korte hervor, dass dieser zunehmend als distanziert, bürokratisch und entfremdend wahrgenommen werde. Politische Kommunikation diene zwar primär der Sicherung von Mehrheiten, doch eine solche strategische Unschärfe könne das Vertrauen der Bevölkerung in politische Akteure erheblich beeinträchtigen. Korte verwies zudem auf strukturelle Schwächen aller Ampel-Parteien, die durch eine Serie verlustreicher Ost-Wahlen verstärkt worden seien. Diese Ereignisse hätten personelle Konsequenzen nach sich gezogen, darunter den Rücktritt des SPD-Generalsekretärs Kevin Kühnert, den Wechsel der Grünen-Parteiführung unter Ricarda Lang und Omid Nouripour sowie die innerparteilichen Turbulenzen in der FDP.
Der geplante Bruch der Ampelkoalition wurde in internen Diskussionen der FDP durch die Verwendung von Begriffen wie „D-Day“, „Torpedo“ und „Feldschlacht“ geprägt. Diese Begriffe wurden im Rahmen einer strategischen Kommunikation genutzt, um die geplanten politischen Maßnahmen und deren Auswirkungen auf die Koalitionsdynamik einzuordnen. Im Zusammenhang mit der öffentlichen Diskussion über diese Terminologien rückten auch innerparteiliche Positionen in den Fokus, die von Beobachtern als potenziell unsensibel im Umgang mit der deutschen Geschichte, insbesondere der nationalsozialistischen Vergangenheit, interpretiert wurden. Diese Wahrnehmung führte zu einer breiteren Debatte über die historische Verantwortung der Partei und ihre Rolle innerhalb der deutschen Erinnerungskultur.
Robert Pausch, der maßgeblich mitverantwortlich war für die Veröffentlichungen der FDP-Planungen zum Koalitionsbruch, schrieb Anfang Dezember in einer Analyse der Kommunikation der FDP zu dieser Angelegenheit, dass „taktische Unwahrheit“ zwar zur Politik gehöre, FDP-Politiker bei ihren Stellungnahmen und Dementis zur D-Day-Affäre darüber aber weit hinaus gegangen seien: „Hier wurde, man muss es so hart formulieren, gelogen, getrickst und getäuscht. Und zwar systematisch.“

## Ende der Ampelkoalition im historischen Vergleich
Auf Bundesebene sind Minderheitsregierungen in Deutschland bisher nur selten vorgekommen. Sie wurden etwa 1966 notwendig, nachdem die FDP ihre Minister aus dem Kabinett Ludwig Erhard (CDU) zurückgezogen hatte, und 1982, als Helmut Schmidt (SPD) die FDP-Minister entließ. Diese Minderheitsregierungen bestanden meist nur für wenige Wochen.

## „Wort des Jahres“ 2024
Anfang Dezember 2024 wählte die Gesellschaft für deutsche Sprache den Begriff Ampel-Aus zum Wort des Jahres 2024 in Deutschland.